# Petru Pavel Aron
Petru Pavel Aron ou Pedro Paulo Aarão de Bistra (1709, Bistra – 1764) foi um teólogo greco-cattolico romeno da Transilvânia,  da Ordem de São Basílio, no ano de 1760, foi bispo de Fogaras, actual Roménia. 
Foi o fundador da primeira escola em língua romena em Habsburgo e na Transilvânia na localidade de Blaj em 1754. Fez uma tradução da Biblia Vulgata para o Romeno em 1760/1761.
Faleceu com fama de santidade. Ficou conhecido pelas várias obras que escreveu em língua romena uma obra sobre o Concilio Ecuménico de Florença.